# Isla Center (Washington)
La isla Center es una isla del archipiélago de las islas San Juan, situadas en el estrecho de Georgia. Pertenecen al Estado de Washington, Estados Unidos.
La isla posee un área de 0.713 km² y una población de 49 personas, según el censo de 2000. Se encuentra al este de la isla López, y la oeste de la isla Decatur. 